# Flapback
Flapback: 3:28  o «retroceso»: 2–14, 2–20, 2–21  es la inclinación de un  disco rotor de un helicóptero, normalmente hacia atrás, que se produce en varias circunstancias.

## Antecedentes
En circunstancias normales de funcionamiento, el vuelo hacia delante provoca un retroceso de los alerones debido a la disimetría de sustentación y al efecto de flujo transversal.: 2–20  La disimetría de la sustentación se produce cuando la pala del rotor que se mueve hacia delante tiene una velocidad aerodinámica mayor, por lo que genera más sustentación, lo que provocaría que el disco del rotor se inclinara hacia un lado. Para evitarlo, la pala que se mueve hacia delante se eleva, lo que reduce su ángulo de ataque y la sustentación correspondiente. Al mismo tiempo, la pala del rotor que se mueve hacia atrás se eleva, aumentando así su ángulo de ataque y la sustentación. De este modo, la sustentación se equilibra a ambos lados del disco del rotor. Sin embargo, dado que las palas del rotor ascienden en el lado que avanza y descienden en el lado opuesto, esto también provoca que el disco del rotor se incline hacia atrás. El efecto de flujo transversal se produce cuando la parte delantera del disco del rotor se mueve en aire sin perturbaciones, mientras que la parte trasera del disco del rotor se mueve en aire que se desplaza hacia abajo. Por lo tanto, la parte delantera del disco del rotor tiene un ángulo de ataque mayor y genera más sustentación, lo que provoca un flapback. A medida que aumenta la velocidad del aire, el piloto debe contrarrestar el flapback aplicando una entrada hacia adelante al control cíclico. Durante el vuelo hacia adelante, si una ráfaga de viento afecta al helicóptero desde el frente, el aumento del flapback disminuirá la velocidad hacia adelante del helicóptero. Esto hace que el disco del rotor se mueva hacia adelante, lo que aumenta la velocidad hacia adelante y aumenta las oscilaciones posteriores, a menos que el piloto lo corrija.: 7:6  El flapback también se produce cuando se vuela en condiciones de viento fuerte.: 12:7 

## Soluciones
Durante un bloqueo del rotor, el rotor del helicóptero tiene unas RPM demasiado bajas. El ángulo de ataque se puede aumentar para compensarlo, pero más allá de cierto punto, las palas del rotor se bloquean y la sustentación disminuye rápidamente. Los bloqueos del rotor no se pueden recuperar porque el helicóptero en descenso tiene un flujo de aire que se mueve hacia arriba a través del disco del rotor, por lo que ni siquiera la colectiva totalmente hacia abajo restablecerá el flujo de aire normal. Cuando el rotor del helicóptero se detiene, no lo hace de forma simétrica, ya que la velocidad aerodinámica hacia delante provoca una mayor velocidad aerodinámica en la pala que avanza que en la que retrocede. La pala que retrocede se detiene primero y su peso la hace descender a medida que se desplaza hacia atrás, mientras que la pala que avanza se eleva a medida que avanza. El resultado es que la pala trasera queda baja y la delantera alta, lo que hace que el disco del rotor se incline rápidamente hacia atrás. A medida que la aeronave desciende, el flujo de aire ascendente en el tubo de cola y los estabilizadores horizontales tienden a inclinar el morro de la aeronave hacia abajo. Estos dos efectos, combinados con cualquier movimiento cíclico hacia atrás del piloto para intentar mantener la aeronave nivelada, pueden hacer que las palas del rotor se vean empujadas hacia atrás y entren en contacto con el tubo de cola, en algunos casos cortándolo. El rotor de cola está acoplado al rotor principal, por lo que en muchos helicópteros la pérdida de RPM del rotor principal también provoca una pérdida significativa de empuje del rotor de cola y una pérdida de control direccional.